# MooiMooi-Producties
MooiMooi-Producties is een Gents productiehuis dat zich vooral profileert rond cabaret, stand-upcomedy en niet-alledaagse muziek.
MooiMooi-Producties werd opgericht op 15 december 2005 door comedians Wim Coenen en Seppe Toremans. Volgens hun eigen intentieverklaring wilden ze 'de kwaliteit van het comedy- en muziekaanbod in Vlaanderen (...) verstevigen.'.
Voorlopig rekenen volgende artiesten zich tot de artistieke kern van MooiMooi-Producties:
- bRaSs
- Jovanka Steele
- Luc Onderbeke
- Öznur Karaca
- Pee-Shon
- Seppe Toremans
- Wim Coenen